# Lieja-Bastoña-Lieja 1894
La Lieja-Bastogne-Lieja 1894 fue la 3ª edición de la clásica ciclista Lieja-Bastoña-Lieja. La carrera se disputó el domingo 26 de agosto de 1894, sobre un recorrido de 223 km. El vencedor final fue el belga Léon Houa, que conseguía su tercer triunfo consecutivo en esta carrera. Los belgas Louis Rasquinet y René Nulens acabaron segundo y tercero respectivamente. 

## Clasificación final
| Posición | Ciclista        | Equipo | Tiempo     |
| -------- | --------------- | ------ | ---------- |
| 1        | Léon Houa       | -      | 8h52'05"   |
| 2        | Louis Rasquinet | -      | a 7'00"    |
| 3        | René Nulens     | -      | a 25'00"   |
| 4        | Maurice Garin   | -      | a 43'00"   |
| 5        | Palau           | -      | a 53'00"   |
| 6        | Armand Cardol   | -      | s.t.       |
| 7        | Jos Berchmans   | -      | a 1h11'00" |
| 8        | Dethioux        | -      | a 1h30'00" |
| 9        | Mativa          | -      | a 1h38'00" |
| 10       | Ernest Winkin   | -      | s.t.       |